# Censo chileno de 1952
El XII Censo Nacional de Población y I de Vivienda fue realizado el día 24 de abril de 1952 y estuvo a cargo del Servicio Nacional de Estadísticas y Censos, encabezado por su director nacional Luis Cárcamo Cantín y el jefe del departamento de Geografía y Censos, Omar Rojas Molina. Tuvo como asesores extranjeros a Alberto Arca Parro, enviado de Naciones Unidas y John W. Morse, de una delegación estadounidense.
Este Censo puso énfasis en la distribución de la población por metros cuadrados, es decir, la densidad poblacional.
La división político-administrativa ocupada para este Censo correspondió a 5 grandes zonas geográficas:
1. Norte Grande y Chico (Tarapacá, Antofagasta, Atacama y Coquimbo)
2. Núcleo Central (Aconcagua, Valparaíso, Santiago, O'Higgins y Colchagua)
3. Núcleo Central (Curicó, Talca, Linares, Maule y Ñuble)
4. Concepción y La Frontera (Concepción, Biobío, Arauco, Malleco y Cautín)
5. Los Lagos y Canales (Valdivia, Osorno, Llanquihue, Chiloé, Aysén y Magallanes)

## Resultados generales
| Población total | 5 932 995 | 100   |
| Total hombres   | 2 912 558 | 49,09 |
| Total mujeres   | 3 020 437 | 50,91 |
| Total urbana    | 3 046 816 | 51,3  |
| Total rural     | 2 886 179 | 48,7  |

| Chilenos                | 5 836 484 |
| Chilenos por nacimiento | 5 828 548 |
| Chilenos nacionalizados | 7936      |
| Extanjeros              | 95 511    |
| Extranjeros urbanos     | 83 297    |
| Extranjeros rurales     | 13 214    |
| Ignorados               | 1 022 687 |

| Alfabetos           | 3 732 787 | 62,91 |
| Hombres alfabetos   | 1 845 489 | 63,3  |
| Mujeres alfabetas   | 1 223 906 | 40,52 |
| Analfabetos         | 1 209 535 | 20,38 |
| Hombres analfabetos | 566 476   | 19,1  |
| Mujeres analfabetas | 643 059   | 21,29 |
| Ignorados           | 45 642    | 0,76  |

| Solteros           | 1 486 277 | 25,05 |
| Casados            | 1 771 067 | 29,85 |
| Viudos             | 275 430   | 4,64  |
| Anulados           | 3582      | 0,06  |
| Separados de hecho | 46 339    | 0,78  |
| Convivientes       | 126 761   | 2,13  |
| Ignorados          | 24 753    | 0,25  |

| Católicos         | 5 313 473 | 89,55 |
| Protestantes      | 240 856   | 4,05  |
| Judíos            | 11 496    | 0,19  |
| Ortodoxos         | 3394      | 0,05  |
| Musulmanes        | 956       | 0,01  |
| Budistas          | 286       | 0     |
| Teósofos          | 670       | 0,01  |
| Sin religión      | 189.717   | 3,19  |
| Religión ignorada | 172.147   | 2,9   |

## Fuente
- Censo de 1952- INE

- Datos: Q5760503